# ألان س. جيلمور
ألان س. جيلمور (بالإنجليزية: Alan C. Gilmore)‏ هو عالم فلك نيوزلندي، ولد في 27 مارس 1944 في غرايموث في نيوزيلندا.